# Lijst van rijksmonumenten in Geertruidenberg (gemeente)
De gemeente Geertruidenberg telt 122 inschrijvingen in het rijksmonumentenregister. Hieronder een overzicht. 

## Geertruidenberg
Geertruidenberg telt 90 inschrijvingen in het rijksmonumentenregister. Zie Lijst van rijksmonumenten in Geertruidenberg (plaats).

## Raamsdonk
Raamsdonk telt 25 inschrijvingen in het rijksmonumentenregister. Zie Lijst van rijksmonumenten in Raamsdonk.

## Raamsdonksveer
Raamsdonksveer telt 7 inschrijvingen in het rijksmonumentenregister.
| Object                                                                            | Oorspronkelijke functie?  | Bouwjaar    | Architect                                           | Locatie            | Coördinaten?                  | Nr.?   | Afbeelding                         |
| --------------------------------------------------------------------------------- | ------------------------- | ----------- | --------------------------------------------------- | ------------------ | ----------------------------- | ------ | ---------------------------------- |
| De Onvermoeide                                                                    | Industrie- en poldermolen | 1890 / 1974 |                                                     | Windvang 2         | 51° 41' 57" NB, 4° 52' 36" OL | 32295  | Meer afbeeldingen                  |
| Een met steen beklede lunet, behorende tot het vestingstelsel van Geertruidenberg | Fort, vesting en -onderdl | 1833-1837   |                                                     | Lunet              | 51° 42' 5" NB, 4° 52' 7" OL   | 32296  | Meer afbeeldingen                  |
| Nederlands Hervormde Kerk                                                         | Kerk en kerkonderdeel     | 1880        | C. van Seters (bouw) P. van der Sterre (verbouwing) | Emmastraat 13      | 51° 41' 41" NB, 4° 52' 32" OL | 520053 | Meer afbeeldingen                  |
| Villa Chartroise                                                                  | Woonhuis                  | 1940-1941   | K. de Bever                                         | Heereplein 10      | 51° 41' 41" NB, 4° 52' 22" OL | 520054 | Meer afbeeldingen                  |
| Watertoren                                                                        | Nutsbedrijf               | 1925        | Hendrik Sangster                                    | Oosterhoutseweg 18 | 51° 41' 6" NB, 4° 52' 36" OL  | 520055 | Meer afbeeldingen                  |
| Voormalig postkantoor met woonhuis                                                | Overheidsgebouw           | 1900        |                                                     | Wilhelminalaan 4   | 51° 41' 41" NB, 4° 52' 29" OL | 520056 | Voormalig postkantoor met woonhuis |
| Villa                                                                             | Woonhuis                  | ca. 1870    |                                                     | Wilhelminalaan 5   | 51° 41' 39" NB, 4° 52' 32" OL | 520057 | Villa                              |

's-Hertogenbosch ·
Alphen-Chaam ·
Altena ·
Asten ·
Baarle-Nassau ·
Bergeijk ·
Bergen op Zoom ·
Bernheze ·
Best ·
Bladel ·
Boekel ·
Boxtel ·
Breda ·
Cranendonck ·
Deurne ·
Dongen ·
Drimmelen ·
Eersel ·
Eindhoven ·
Etten-Leur ·
Geertruidenberg ·
Geldrop-Mierlo ·
Gemert-Bakel ·
Gilze en Rijen ·
Goirle ·
Halderberge ·
Heeze-Leende ·
Helmond ·
Heusden ·
Hilvarenbeek ·
Laarbeek ·
Land van Cuijk ·
Loon op Zand ·
Maashorst ·
Meierijstad ·
Moerdijk ·
Nuenen, Gerwen en Nederwetten ·
Oirschot ·
Oisterwijk ·
Oosterhout ·
Oss ·
Reusel-De Mierden ·
Roosendaal ·
Rucphen ·
Sint-Michielsgestel ·
Someren ·
Son en Breugel ·
Steenbergen ·
Tilburg ·
Valkenswaard ·
Veldhoven ·
Vught ·
Waalre ·
Waalwijk ·
Woensdrecht ·
Zundert